# Ottica adattiva

L'uso di specchi deformabili è un esempio di ottica adattiva:
Il fronte d'onda deformato (linee nere) viene corretto dallo specchio anch'esso opportunamente deformato (linea azzurra).

Se un'immagine soggetta a aberrazioni, anche variabili nel tempo (sinistra), contiene una zona che sappiamo a priori essere un singolo punto (stella guida) è possibile misurare la distorsione di fase per quel punto (centro) e usarla per correggere l'intera immagine (destra).

L'ottica adattiva è, assieme allo speckle imaging, una delle moderne tecniche utilizzate dai telescopi terrestri per contrastare l'effetto della turbolenza atmosferica che degrada le immagini limitando il potere risolutivo del telescopio rispetto a quello ottenibile dalla semplice diffrazione data dall'apertura del telescopio stesso (dalla pupilla del telescopio).

## Contesto di applicazione
La luce descritta tramite la teoria ondulatoria si rappresenta tramite il suo fronte d'onda (i punti dell'onda di egual fase o i punti dell'onda di pari cammino ottico) e la relativa ampiezza (intensità della luce). Una sorgente puntiforme emette un fronte d'onda sferico: il fronte d'onda relativo ad un oggetto non visivamente esteso (una stella) giunge ai rivelatori (occhi o telescopi) come piano. La turbolenza atmosferica allunga in maniera casuale i cammini ottici che compongono il fronte d'onda distorcendola dalla forma piana. Questo porta alla perdita di coerenza della luce e produce un'estensione apparente dell'oggetto all'aumentare della distorsione. Maggiore la turbolenza peggiore sarà il potere risolutivo di un sistema ottico. Questo fenomeno prende il nome di seeing.
La conoscenza della forma effettiva del fronte d'onda permette, tramite un sistema di uno o più specchi a deformazione controllabile (specchi deformabili), di recuperare una forma più simile a quella piana, precedente all'ingresso in atmosfera, migliorando la qualità dell'immagine. Una correzione perfetta corrisponde ad un fronte d'onda piano che una volta focalizzato restituisce l'immagine di diffrazione del telescopio
Questa è l'idea che sta alla base del principio di funzionamento delle ottiche adattive, la cui reale implementazione richiede tuttavia accorgimenti tecnici complessi e una o più sorgenti guida. 
Queste difficoltà rendono questa tecnica relativamente costosa e quindi non alla portata di qualunque osservatorio, anche se sicuramente la tecnica permette di risparmiare notevolmente rispetto ai costi di una missione satellitare o su pallone.
Nonostante questi problemi la tecnologia delle ottiche adattive si sta diffondendo e perfezionando sempre più, permettendo di ottenere risultati di notevole qualità; è stata ad esempio utilizzata con successo per fare cartografia planetaria.

### Ottica adattiva multiconiugata
L'ottica adattiva multiconiugata, o MCAO (Multi-Conjugate Adaptive Optics), ovvia al limite che ha l'AO di operare correttamente solo per limitate porzioni di cielo, dai pochi secondi a decimi d'arco a seconda della lunghezza d'onda campionata. Questa tecnica utilizza specchi deformabili modellati per compensare la corrugazione dell'onda di luce e diverse stelle guida che consentono di calcolare le aberrazioni d'onda e ricostruire tomograficamente l'onda di luce ed inviare correzioni di puntamento agli specchi deformabili.